# Cơ quan thị trưởng Palembang
Cơ quan thị trưởng Palembang, còn được gọi là Kantor Ledeng, là một tòa nhà văn phòng ở Palembang, Nam Sumatra, Indonesia, được xây dựng với mục đích sử dụng làm trụ sở của chính quyền thành phố. Tòa nhà được người Hà Lan xây dựng như một tháp nước tích hợp văn phòng cho chính quyền thuộc địa ở các tầng nhà thấp hơn, và sau đó cũng được chính quyền Nhật Bản sử dụng trong thời kỳ Nhật Bản chiếm đóng thành phố.

## Lịch sử

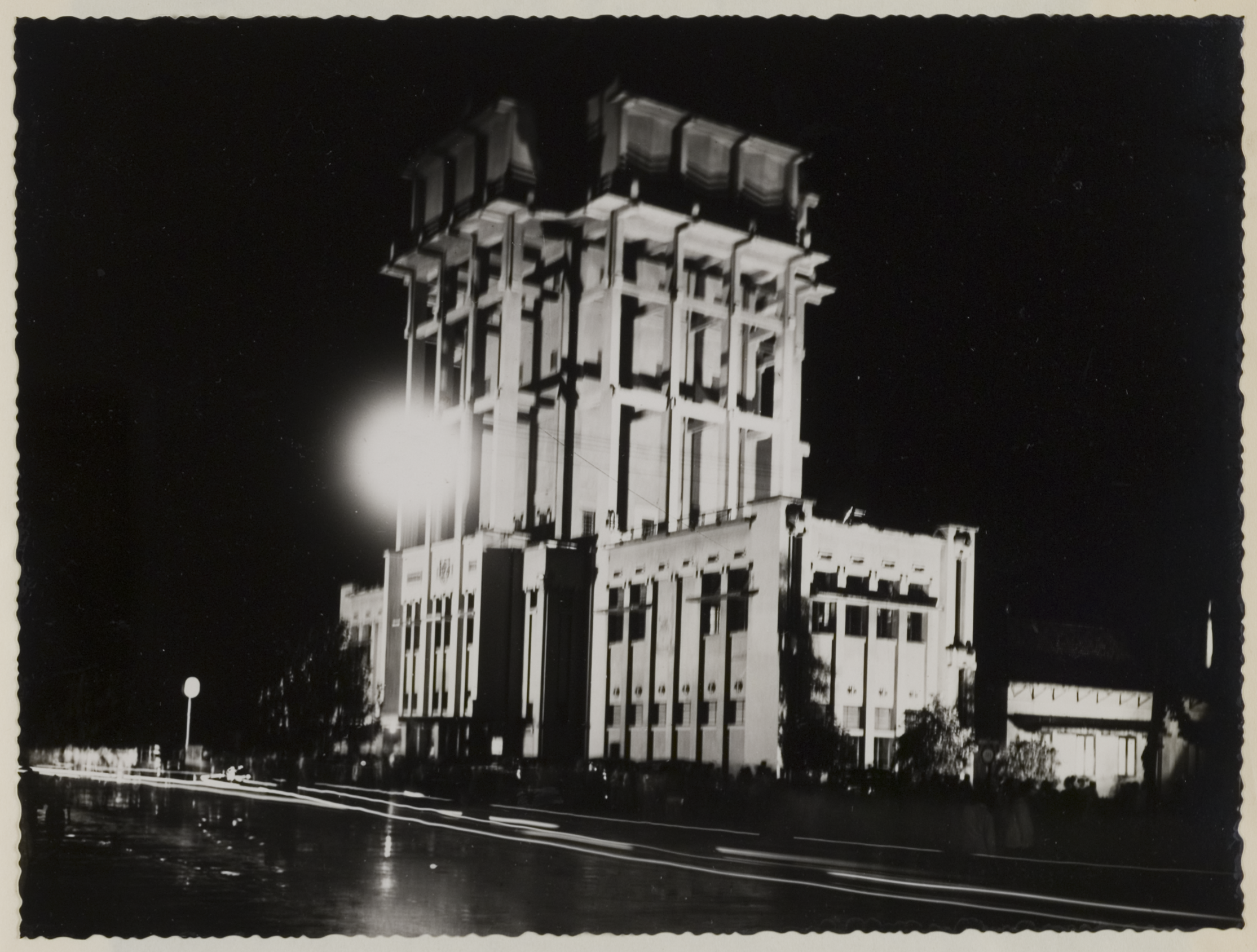
Tháp nước Palembang năm 1937

Tòa nhà được xây dựng trong khoảng từ năm 1928 đến năm 1931 do S.Snuijf là kiến trúc sư. Tòa nhà có chức năng kép, vừa là tháp nước vừa là tòa thị chính. Nơi này được chính quyền gemeente Palembang thuộc địa sử dụng sau khi hoàn thành. Sau khi Nhật Bản xâm lược Đông Ấn thuộc Hà Lan, tòa nhà trở thành trụ sở của người quản lý Nhật Bản tại Khu dân cư Palembang. Sau khi sự kiện tuyên bố độc lập của Indonesia được diễn ra vào tháng 8 năm 1945, các đám đông lớn do những người theo chủ nghĩa dân tộc như Adnan Kapau Gani dẫn đầu đã tiếp quản tòa nhà từ tay Nhật Bản, rồi thượng cờ Indonesia vào ngày 25 tháng 8.
Sau khi cuộc Cách mạng Dân tộc Indonesia kết thúc, tòa nhà được chính quyền thành phố sử dụng làm tòa thị chính cho đến năm 1956, và từ năm 1963 thì được sử dụng làm cơ quan thị trưởng. Hiện tại tòa nhà được chỉ định là Tài sản Văn hóa của Indonesia, và được xác nhận là một điểm đến du lịch bởi sở du lịch thành phố Palembang.

## Kiến trúc
Tháp nước được xây dựng với mục đích cung cấp nguồn nước ngọt đặc biệt cho người dân Hà Lan ở Palembang, vốn dựa vào nguồn nước lấy trực tiếp từ sông Musi trước khi tòa nhà được xây dựng. Ban đầu, tòa nhà màu trắng có chiều cao 35 mét có diện tích sàn 250m2 và bể chứa nước có sức chứa 1.200m3. Vị trí của tòa nhà được chọn nằm cạnh hai nhánh sông nhỏ của sông Musi: sông Sekanak và sông Kapuran, mặc dù ngày nay sông Kapuran đã không còn tồn tại. Chi phí để xây dựng tòa nhà được cho là lên tới một tấn vàng, theo phong cách kiến trúc De Stijl thường thấy trong các tòa nhà chính quyền thuộc địa khác ở Indonesia, tạo nên kiến trúc tòa nhà hình khối với một sân thượng bằng phẳng. Mặt tiền của tòa nhà có 6 cột trụ xi măng với các bức tường andesit và ba cửa ra vào tiền sảnh.
Tòa nhà đã trải qua quá trình cải tạo để mở rộng không gian văn phòng vào năm 1970. Tính đến năm 2021, ba tầng của tòa nhà vẫn đang được sử dụng với phó thị trưởng và thư ký thành phố làm việc ở tầng 2 và thị trưởng ở tầng 3. Từ tầng 4, hệ thống ống nước cũ của tháp nước đến nay vẫn tồn tại trong tòa nhà và được bảo vệ như một tài sản văn hóa. Một tòa nhà mở rộng ba tầng phía sau tòa nhà tháp nước chính có đặt một số cơ quan của chính quyền thành phố.